# Javier Cárdenas
Javier Cárdenas (Città del Messico, 23 novembre 1956 – Tonalá, 25 giugno 2022) è stato un calciatore messicano, di ruolo centrocampista.

## Carriera
Con la Nazionale messicana ha preso parte al campionato del mondo 1978, tenutosi in Argentina.